# 푸르테이
푸르테이(Furtei)는 이탈리아의 사르데냐 주, 수드사르데냐도에 있는 코무네이다. 칼리아리에서 북서쪽으로 약 40 킬로미터 (25 mi) 떨어져 있으며, 산루리에서 동쪽으로 약 4 킬로미터 (2 mi) 떨어져 있다. 2004년 12월 31일 기준으로 인구는 1,657명이며 면적은 26.1 제곱킬로미터 (10.1 mi2)이다.
푸르테이는 다음 코무네들과 경계를 이룬다: 구아실라, 사마시, 산루리, 세가리우, 세렌티, 빌라마르.